# Gibraltarski preliv
Gibraltarski preliv, tudi Gibraltarska ožina je ozek morski preliv, ki predstavlja edino povezavo med Atlantskim oceanom in Sredozemskim morjem ter ločuje Iberski polotok od Severne Afrike. Dolg je 58 km, na najožji točki je širok 13 km in razmeroma plitev - največja globina je 900 m, povprečna pa 365 m.
Ime preliva izvira iz Gibraltarske skale, 426 metrov visokega apnenčastega monolita na severni strani, ime te pa iz arabskega Gibel Tariq (»Tarikova gora«). Od začetka 18. stoletja je ozemlje Gibraltarja pod nadzorom Združenega kraljestva, ki ga je zavzelo med špansko nasledstveno vojno in obdržalo zaradi strateških interesov. Preliv ima kot edini povezava med Atlantikom in Sredozemskim morjem že od antike izjemen strateški pomen. Do leta 1869, ko je bil odprt Sueški prekop, je bila sploh edini morski izhod iz Sredozemlja. Med drugo svetovno vojno je bil prehod trdno pod nadzorom zavezniških sil; od 62 bojnih podmornic, ki so jih Nemci poslali v Sredozemlje, je bilo ob poskusu prehoda uničenih ali poškodovanih 19 in nobena od preostalih se ni vrnila v Atlantik. Nadzor je med drugim omogočil tudi zavezniško ofenzivo v Severni Afriki. Danes je preliv razdeljen na teritorialne vode Maroka, Španije in Združenega kraljestva. Po določilih konvencije ZN o pomorskem pravu je dovoljen prost prehod vsem, tudi bojnim plovilom. Za določilo, sprejeto na tretji konferenci ZN o pomorskem pravu leta 1982, so lobirali predvsem predstavniki Združenih držav Amerike, v veliki meri zaradi trgovskih in vojaških interesov v Sredozemlju.
Na oceanske tokove skozi Gibraltarski preliv vpliva bibavica, večino časa pa so dvosmerni. Zaradi razlike v slanosti obeh vodnih mas so plasti jasno ločene - na površju teče voda iz Atlantskega oceana proti Sredozemskemu morju, pri dnu pa v obratni smeri, proti zahodu. Do danes je nastalo več bolj ali manj konkretnih zamisli za izkoriščanje energije morskih tokov, ki tečejo skozi preliv. Večina vode teče v smeri proti Sredozemskemu morju. Reke, ki se vanj stekajo s celine, ne nadomestijo vse izgube zaradi izhlapevanja, in na leto priteče iz Atlantskega oceana okrog 4000 kubičnih kilometrov vode; brez tega vira bi se gladina Sredozemskega morja letno znižala za 1,7 metra. Daleč najambicioznejši je bil inženirski projekt »Atlantropa«, ki ga je v 20. in 30. letih 20. stoletja zasnoval nemški arhitekt Herman Sörgel in ga aktivno promoviral do svoje smrti leta 1952. Šlo je za zamisel, da bi zagradili preliv z jezom. Zaradi izhlapevanja bi se znižala gladina Sredozemskega morja, kar bi omogočilo izkoriščanje ogromne energije toka iz Atlantskega oceana. Hkrati bi se nad gladino dvignilo mnogo ozemlja, ki se lahko uporabilo za obdelavo ali poselitev in združilo Evropo ter Afriko v novo celino, Atlantropo. Načrtu vlada Tretjega rajha ni posvetila pozornosti, kljub temu, da se je skladal s konceptom Lebensrauma. Ob izvedbi bi imel poseg verjetno drastične posledice za geologijo in podnebje celotnega območja. Obstaja več predlogov prometne povezave, ki bi prečkala ožino, vendar do danes še noben ni bil realiziran.